# Ochromyscus brockmani
Ochromyscus brockmani is een knaagdier uit het geslacht Ochromyscus dat voorkomt in boomsavannes van Zuid-Soedan tot Somalië en Midden-Tanzania. Volgens analyses van mitochondriaal DNA is deze soort verwant aan Mastomys, maar nucleair DNA geeft een nauwere verwantschap met Stenocephalemys aan. De soort behoort in ieder geval niet tot het geslacht Myomyscus. Deze soort is meestal bekend als Myomys fumatus, maar het holotype van die naam is een Mastomys, zodat de naam fumatus nu als een synoniem van de veeltepelmuis (Mastomys natalensis) wordt gezien.